# Les Misérables (film fra 1995)
 For alternative betydninger, se Les Misérables (flertydig). (Se også artikler, som begynder med Les Misérables)
Les Misérables er en fransk film instrueret af Claude Lelouch fra 1995.

## Medvirkende
- Jean-Paul Belmondo som Henri Fortin
- Michel Boujenah som André Ziman
- Alessandra Martines som Fru Ziman
- Annie Girardot som Bondekone
- Philippe Léotard som Bonde
- Clémentine Célarié som Fru Fortin
- Salome som Ziman
- Philippe Khorsand som Javert
- William Leymergie
- Ticky Holgado